# Tredje rikets oranga barn
Tredje rikets oranga barn (originaltitel: Оранжевые дети Третьего рейха) är en rysk dokumentärfilm av Mikhail Leontyev om nationalism i Ukraina. Programmet kopplar samman den orangea revolutionen i Ukraina med ukrainska nazist-kollaboratörer under andra världskriget".
Dokumentären sändes 3 februari 2010, två veckor efter att Stepan Bandera, som av bland andra Ryssland, Polen och Europaparlamentet anses vara en nazistkollaboratör och delaktig i folkmord, postumt tilldelades den högsta hedersbetygelsen i Ukraina, Heroj Ukrajiny (Ukrainas hjälte), av den dåvarande presidenten Viktor Jusjtjenko.
Dokumentären sändes i Rysslands största och till 51% statsägda tv-kanal Pervyj Kanal, som även är en populär tv-kanal i Ukraina bland den stora rysktalande del av befolkningen i södra och östra Ukraina.